# 越南多媒體通訊總公司
越南多媒體通訊總公司（越南语：／，简称VTC）是隸屬於越南資訊產業與通信部的一家大規模的公營多媒體機構，是一家具領導地位的國家廣播機構及數字廣播運營商。2025年1月停止播送。